# Joshi Helgesson
Joshi Josefine Rebecka Helgesson, född Josefine Rebecka Helgesson 7 juni 1993 i Tibro i dåvarande Skaraborgs län, är en före detta svensk konståkare. Hon blev svensk juniormästare 2007/08 och 2008/09 och svensk mästare 2012/13 samt kom på andraplats i SM efter sin syster Viktoria Helgesson 2009/10, 2010/11, 2011/12, 2013/14 och 2014/15. 2015/2016 blev hon ånyo svensk mästare. Helgesson har deltagit i världsmästerskapen i konståkning 2011, då hon kom på 15:e plats och VM 2014, då hon kom på 14:e plats. Vid europamästerskapen har Helgessons placeringar varit 10:a 2012, 8:a 2013, 9:a 2014, 4:a 2015 och 9:a 2016. I november 2017 meddelade Helgesson att hon avslutar sin karriär.